# Mentuhotep III.
Sankhare Mentuhotep III. iz Jedanaeste dinastije bio je faraon Egipta za vrijeme Srednjeg kraljevstva. Nastavio je s graditeljskim programom svog oca Mentuhotepa II., dižući hramove, između ostalog i za Amuna i Montua, lokalne bogove koji su dobili na značaju u doba Prvog prijelaznog perioda. Torinski kanon mu pripisuje vladavinu od 12 godina.

## Vanjski poveznice
- (engl.) Mentuhotep III